# Харчування людини
Харчува́ння люди́ни є одним з найважливіших чинників, які  пливають на її здоров'я.
Раціональне та здорове харчування є основним компонентом здорового способу життя.
Харчування забезпечує нормальний розвиток дітей, сприяє профілактиці захворювань, продовженню життя і створює умови для адекватної адаптації людини до навколишнього природного середовища. Тому питання здорового харчування є одним з найголовніших у реалізації соціальної політики держави. Успішне розв'язання проблеми харчування залежить від створення умов для виготовлення якісних і безпечних продуктів харчування.
Для росту організму необхідні білки — природні речовини з яких будуються клітини. Їжа повинна включати есенціальні, мікро- і макронутрієнти, але і в необхідному обсязі баластні та мінорні нехарчові біологічно активні компоненти.

## Різновиди харчування
Відповідно до біологічного впливу споживання їжі розрізняють чотири різновиди харчування:
- Раціональне харчування — фізіологічно повноцінне харчування здорових людей, що має встановлений режим та враховує фізіологічні потреби організму в харчових речовинах і енергії.
- Превентивне харчування — раціональне харчування, що скориговане з урахуванням можливих ризиків захворювань багатофакторного походження.
- Лікувально-профілактичне харчування — близьке до раціонального харчування, з підвищеним рівнем споживання іжі, що захищатиме організм від негативного впливу шкідливих умов середовища чи праці, що має на меті підвищення стійкості організму до виникнення порушень.
- Дієтичне харчування — харчування, яке використовується для профілактики прогресування встановлених хронічних захворювань людин, для людей з хронічними захворюваннями поза періодом загострення.
- Лікувальне харчування — харчування, яке застосовується з лікувальною або профілактичною метою для людей з гострими захворюваннями або в період загострення хронічних захворювань.[4]

## Дієтика
Медична наука середньовіччя мала значний вплив на здоров'я і харчування вищих класів. Дієта, фізичні вправи, відповідна соціальна поведінка і рекомендовані лікарські засоби — це шлях до міцного здоров'я. Вважалось, що різні види їжі мали свої властивості і по-різному впливали на здоров'я людини. Всі продукти харчування класифікувалися на «гарячі», «холодні», «вологі» і «сухі», відповідно до чотирьох рідин організму згідно з теорією Галена, яка домінували в медичній науці від пізньої античності до 17 століття.
Середньовічні вчені вважали, що травлення людини схоже на процес приготування їжі. Обробка їжі в шлунку бачилась як продовження приготування їжі, яке розпочав кухар. Для того, щоб їжа «приготувалася», а поживні речовини засвоїлися, важливо, щоб шлунок наповнився у визначений спосіб. Легкозасвоювана їжа споживалася першою, а потім поступово переходили до ситніших страв. Якщо такий режим не дотримувався, то вважалося, що важка їжа опуститься на дно шлунку, заблокує травний канал і їжа перетравлюватиметься дуже повільно, що спричинить гниття тіла і зробить рідини у шлунку поганими. Крім того, вкрай важливо, щоб їжа з різними властивостями не змішувалася.
Перед вживанням страв, шлунок було бажано «відкрити» за допомогою аперитива (від лат. aperire, «відкрити»), який був переважно у гарячому чи сухому вигляді: кондитерські вироби з цукру або меду, покриті спеціями, такими як імбир, кмин, насіння анісу, фенхелю або зіри, вино і підсолоджені кріплені молочні напої. В кінці трапезххоаідноо «закрити» шлунок, для цього вживали драже, яке в Середні віки складалося зі шматочків пряного цукру, або гіпокрас, приправлене ароматними спеціями вино, яке пили, закушуючи витриманим сиром. В ідеалі трапезу розпочинали із легкозасвоюваних фруктів, наприклад, яблук. Потім їли овочі, такі як салат, капуста, портулак, зелень, вологі фрукти, біле м'ясо, наприклад, курчат або козенят, разом з потажем і бульйонами. Далі йшли важкі сорти м'яса, такі як свинина і яловичина, а також овочі і горіхи, в тому числі груші та каштани, бо вважалися важкоперетравлюваними. Такі правила харчування були популярні і схвалені медичною експертизою. Закінчували трапезу витриманим сиром і різними закусками.
Ідеальне харчування мало найбільше відповідати темпераменту людини. Їжа мала бути добре нарублена, протовчена і розтерта, щоб інгредієнти легко змішувались. Біле вино вважалося кращим, аніж червоне, так само надавали перевагу білому оцту. Молоко помірно «тепле» і «вологе», але вважалось, що молоко різних тварин відрізняється. Яєчні жовтки вважалися «теплими» і «вологими», а білок «холодним» і «вологим». Професійні кухарі намагались відповідати правилам гуморальної медицини. Навіть якщо поєднання продуктів обмежене, все одно було достатньо місця для художньої варіації шеф-кухаря.
дієтичні рекомендації щодо правильного вибору продуктів харчування    Дієтичні рекомендації щодо правильного вибору продуктів харчування
| Категорії продуктів  | Рекомендовані продукти та страви | Бажана кількість                                                              | Продукти обмеженого вибору | Продукти та страви, яких слід уникати |
| 1                    | 2 | 3                                                                             | 4 | 5 |
| Жири                 | Олії: оливкова, соняшникова, кукурудзяна, лляна | До 1-2 столових ложок загалом на день                                         | Вершкове масло не більше 20 г на добу, спреди                                                                                                | Тваринні жири (смалець, яловичий.баранячий жири, тверді маргарини), частково гідрогенізовані рослинні жири (трансжири)                        |
| М'ясо                | Нежирна яловичина, кролик, індичка, курка без видимого жиру та шкірочки у відвареному вигляді | 1 порція надень, іноді 2 порції на день                                       | Молода баранина, телятина. пісна свинина, пісна шинка, страви із м'ясною начинкою, варені ковбаси, сосиски                                   | Жирне м’ясо та птиця, паштети, копчені та сиро-копчені ковбасні вироби, смажені, копчені, мариновані м'ясні вироби                            |
| Яйця                 | Яйця у стравах, білкові омлети | 2-3 яйця на день                                                              | Яйця у відвареному вигляді | Смажені, яєчня |
| Риба та рибопродукти | Всі види риби, у тому числі жирна морська риба, приготовлена на пару, відварена | 1 порція (100 г) на день                                                      | Запечена риба без шкірочки, заливна, мідії, омари, креветки, кальмари                                                                        | Смажена риба, копчена, солона риба, оселедець, ікра                                                                                           |
| Молочні продукти     | Молоко та кисломолочні продукти до 1% жирності, йогурти з натуральними наповнювачами. нежирна сметана у страви, кисломолочний сир до 5% жирності                                                                                                | Кисломолочні напої—1-2 порції на день, сир КИСЛОМОЛОЧНИЙ 70-100гна день       | сорти твердого сиру, сиркові десерти, ряжанка 2.5% жирності                                                                                  | Жирна сметана, глазуровані сирки, жирний солоний твердий сир. згущене молоко, вершки, жирні кисломолочні продукти                             |
| Фрукти, ягоди        | Свіжі ягоди та фрукти, соки за сезоном, сушені, заморожені фрукти та ягоди, соки без додавання цукру | Не менше 3 порцій надень                                                      | Солодкі сорти яблук, соки без додавання цукру                                                                                                | Фрукти в сиропі, консервовані та мариновані фрукти, джеми, варення                                                                            |
| Овочі                | Овочі за сезоном у свіжому, відвареному вигляді, приготовлені на пару, картопля зі шкірочкою, бобові, заморожені овочі, зелень | Не менше 3 порцій на день                                                     | Консервовані овочі без використання оцту: овочі та картопля, присмажені на олії, вимочена квашена капуста                                    | Соління, мариновані овочі, смажені на тваринному жирі картопля та овочі, чипси картопляні, картопля фрі                                       |
| Злакові              | Хліб із житнього борошна та пшеничного борошна II ґатунку, страви із цільнозерно-вих видів круп (вівсяна, гречана, пшоняна), нешліфований рис, макаронні вироби (із твердих сортів пшениці, гречані), пісні хлібобулочні вироби, галетне печиво | До 5 скибочок хліба на день та 1-2 порції каш (3 повні столові ложки) на день | Макаронні вироби із борошна вищого ґатунку, солодкі каші, пісочні та бісквітні тістечка, здобні вироби, приготовлені на рекомендованих жирах | Хлібобулочні вироби 3 борошна 1 ґатунку, смажені пиріжки, кондитерські вироби з додаванням рослинних жирів, сухарики промислового виробництва |
| Супи                 | Вегетаріанські овочеві та круп'яні супи | 1 порція на день                                                              | Супи на знежиреному бульйоні, рибні супи із нежирної риби                                                                                    | Супи на кісткових та м'ясних бульйонах, супи-пюре                                                                                             |
| Напої                | Чай, міцна кава, мінеральна негазована вода | У межах загальної кількості рідини на день                                    | Алкогольні напої в перерахунку на 2 г алкоголю, солодкі та газовані напої                                                                    | |
| Десерти              | Фруктові салати, фруктове несолодке морозиво, заморожені соки | 1-2 порції на день по сезону                                                  | Мед | Вершкове морозиво, десерти з додаванням цукру та вершків                                                                                      |
| Кондитерські вироби  | Лукум, нуга, карамельні цукерки, чорний шоколад | До 30 г на день                                                               | Мармелад, пастила, халва | Ірис, кондитерські вироби з додаванням вершкового масла та рослинних жирів, молочний шоколад                                                  |
| Горіхи               | Волоські, мигдаль, каштан, грецький горіх, кеш'ю, фундук, бразильський горіх | 1-2 цілісні горіхи на день                                                    | Фісташки, арахіс | Солоні горіхи |
| Приправи             | Пряні трави | У страві по сезону                                                            | Гірчиця, перець, соєвий соус, нежирні соуси на рекомендованих жирах                                                                          | Соуси на бульйонах, майонез |

Див. ще: DASH-дієта (Dietary Approaches to Stop Hypertension)
| Вид їжі                                                       | Приклади |
| Злаки та зернові продукти                                     | Цільний пшеничний хліб, хліб грубого помелу, крупи та рослинні волокна, вівсяна крупа; Забезпечує енергією та рослинними волокнами                                       |
| Овочі                                                         | Помідори, картопля, морква, горох, гарбуз (кабачок): броколі, ріпа, листова капуста, шпинат, квасоля (боби); Джерела калію, магнію і волокон                             |
| Фрукти                                                        | Абрикоси, банани, фініки, виноград, апельсин, грейпфрут, манго, диня, персики, яблука, сливи (чорнослив), родзинки, суниця і мандарини; Джерела калію, магнію та волокон |
| Продукти 3 низьким вмістом жиру та знежирені молочні продукти | Знежирене або 1% молоко, знежирена сироватка або йогурт, частково знежирений сир; Багаті джерела кальцію та білків                                                       |
| М'ясо, домашня птиця, риба                                    | Брати тільки пісне, вилучати жир. тушкувати або варити, але не смажити, знімати шкіру з птиці; Багате джерело білків і магнію                                            |
| Горіхи, боби, насіння                                         | Мигдаль, фундук, арахіс, грецький горіх, насіння соняшника Джерело білків і волокон                                                                                      |

## Функції їжі
Функції їжі в організмі (2003)
- енергетична
- пластична
- імунорегуляторна
- біорегуляторна
- реабілітаційна
- пристосувально-регуляторна

## Культура харчування
На формування характеру харчування кожної людини впливає багато факторів, серед яких основними є:
- фізіологічні — ріст і розвиток організму, ступінь рухової активності тощо;
- психологічні — особистий смак, родинні традиції, вплив друзів;
- соціально-економічні — рівень розвитку країни, бюджет країни, регуляція поставок продуктів харчування на державний ринок, технологія приготування продуктів;
- культурно-історичні — харчування і релігія, національна кухня;
- географічно-екологічні — клімат, традиційні сільськогосподарські культури, методи їх вирощування.

## Вплив харчування на життя та здоров'я людини
Харчування є найважливішою фізіологічною потребою організму і має надзвичайно важливий вплив на життя та здоров'я людини, а саме:
- забезпечує ріст та розвиток молодого організму;
- формує високий рівень здоров'я, зменшує рівень захворюваності та тяжкості захворювань;
- відновлює працездатність;
- забезпечує нормальну репродуктивну функцію;
- збільшує тривалість життя, у тому числі активного життя;
- захищає від впливу несприятливих екологічних умов, шкідливих виробничих та побутових чинників;
- є методом лікування та профілактики захворювання.

Гуліч (2003):
|  | Відомо, що їжа людини — це мультикомпонентний чинник навколишнього середовища, що містить понад 600 речовин, необхідних для нормальної життєдіяльності організму. Кожна з цих речовин посідає певне місце в складному гармонійному механізмі біохімічних процесів і сприяє використанню їжі в різноманітних процесах життєдіяльності людини. 96% одержаних з їжею органічних і неорганічних сполук мають ті або інші лікувальні властивості. Тому від того, в якій кількості і в яких співвідношеннях містяться ці речовини в раціоні, залежить стан здоров’я людини. |

Згідно з оцінкою експертів ВООЗ, здоров'я громадян на 50% залежить від соціально-економічних умов і способу життя, найважливішою складовою якого є харчування.
Достатнє харчування — це не зникнення відчуття голоду, а таке харчування, яке достатнє за складом і будовою харчових речовин. Щодоби людина повинна обов'язково отримувати близько 600 харчових речовин, серед яких 66 — абсолютно незамінних нутрієнтів та не менше 30 різноманітних страв щотижня.

## Компоненти їжі
Гуліч (2003) подає таку класифікацію сторонніх шкідливих речовин їжі:
- Речовини, ЩО ВНОСЯТЬСЯ спеціально за технологічною ДОЦІЛЬНІСТЮ
  - Харчові добавки
- Речовини довкілля, що спричиняють шкідливу дію (контамінанти)
  - Хімічні (антропогенні)
- Біологічні (природні)
- Природні компоненти їжі, що спричиняють шкідливу дію
  - Звичайні компоненти в надзвичайно великих кількостях
  - Антмаліменторні компоненти
  - Незвичайні компоненти і нових джерел сировини
  - Компоненти і вираженою фармакологічною активністю
  - Токсичні компоненти

## Дія їжі
| Біологічна дія їжі і різновиди харчування | Біологічна дія їжі і різновиди харчування | Біологічна дія їжі і різновиди харчування                                | Біологічна дія їжі і різновиди харчування |
| Група населення                           | Різновид харчування                       | Призначення харчування                                                   | Біологічна дія                            |
| ----------------------------------------- | ----------------------------------------- | ------------------------------------------------------------------------ | ----------------------------------------- |
| Здорові                                   | Раціональне                               | Профілактика аліментарних захворювань                                    | Специфічна                                |
| Групи ризику                              | Превентивне (функціональне)               | Профілактика захворювань неспецифічної природи                           | Неспецифічна                              |
| Групи із шкідливими умовами праці         | Лікувально-профілактичне                  | Профілактика професійних захворювань                                     | Захисна                                   |
| Хворі                                     | Дієтичне (лікувальне)                     | Відновлення порушеного хворобою гомеостазу і діяльності систем організму | Фармакологічна                            |

### Специфічно-динамічна дія їжі
Специфічно-динамічна дія їжі — збільшення інтенсивності обміну речовин після споживання білкової їжі. Пов'язана, мабуть, із посиленням окисних процесів, необхідних для перетворення харчових речовин в організмі, тому прийом їжі супроводжується підвищенням основного обміну, у разі змішаного харчування на 10 — 15% за добу. Прийом білків підвищує основний обмін на 30 — 40%, жирів — на 4 — 14%, вуглеводів — на 4 — 7%.

### Пластична дія їжі (асиміляція)
- Моторна функція товстого кишківника

| Час (годин) | Продукти |
| ----------- | --- |
| 1..2        | Вода, чай, какао, молоко, бульйон, яйця некруто, відварний рис, риба річкова відварна                                            |
| 2..3        | Кава, какао з молоком або вершками, яйця круто, яєшня, омлет, риба морська відварна, картопля відварна, телятина, пшеничний хліб |
| 3..4        | Відварна курка, відварна яловичина, житній хліб, яблука, морква, редис, шпинат, огірки, картопля смажена, шинка                  |
| 4..5        | Смажене м'ясо, дичина, оселедець, пюре горохове, тушковані боби                                                                  |
| 6..7        | Шпик, гриби |

## Класифікації складу харчових продуктів
Відповідно до класифікації складу харчових продуктів, запропонованою О. О. Покровським, можна виділити в них наступні групи речовин:
| Нутрієнти | Нехарчові речовини:                                                                             |
| - Білки: - Пептиди - Амінокислоти незамінні - Амінокислоти замінні - Ліпіди: - Жири - Ненасичені жирні кислоти - Насичені жирні кислоти - Холестерин - Фосфоліпіди - Вуглеводи (засвоювані): - Полісахариди - Легкозасвоювані вуглеводи - Вітаміни: - Водорозчинні - Жиророзчинні - Мінеральні речовини: - Макроелементи - Мікроелементи | - Баластні сполуки - Смакові та ароматичні речовини - Антихарчові сполуки - Токсичні компоненти |

Тривалий час харчові речовини поділяли на дві групи: макронутрієнти (білки, жири, вуглеводи) і мікронутрієнти (вітаміни, макро та мікроелементи). Останнім часом встановлено факт існування невідомих раніше факторів їжі, так званих мінорних нехарчових біологічно активних компонентів, які покращують якість життя і знижують ризик розвитку багатьох захворювань. Серед них: біофлавоноїди, індоли, фітостероли, ізотіоціанати.

## Раціон
Повноцінний раціон повинен містити достатню кількість усіх видів їжі, яка потрібна людині. Основу його складають вуглеводи, проте в ньому має бути також багато жири, білки, вітамінів і мінеральних речовин.
| Норми вживання основних поживних речовин у підлітковому періоді | Норми вживання основних поживних речовин у підлітковому періоді | Норми вживання основних поживних речовин у підлітковому періоді | Норми вживання основних поживних речовин у підлітковому періоді |
| --------------------------------------------------------------- | --------------------------------------------------------------- | --------------------------------------------------------------- | --------------------------------------------------------------- |
| Стать                                                           | Білки (г/день)                                                  | Жири (г/день)                                                   | Вуглеводи (г/день)                                              |
| Стать                                                           | Тваринні /Усього                                                | Рослинні /Усього                                                |                                                                 |
| Юнаки                                                           | 60/100                                                          | 20/100                                                          | 400                                                             |
| Дівчата                                                         | 54/90                                                           | 18/90                                                           | 360                                                             |

| Рекомендоване споживання продуктів на день | Рекомендоване споживання продуктів на день | Рекомендоване споживання продуктів на день                      | Рекомендоване споживання продуктів на день | Рекомендоване споживання продуктів на день            | Рекомендоване споживання продуктів на день |
| ------------------------------------------ | ------------------------------------------ | --------------------------------------------------------------- | ------------------------------------------ | ----------------------------------------------------- | ------------------------------------------ |
| Жінки                                      | 19―30 років                                | Для людей, зайнятих помірно фізичною працею менше 30 хв на день | 2000 ккал                                  | Для людей, зайнятих фізичною працею по 30―60 хв щодня | 2000―2200 ккал                             |
| Жінки                                      | 31―50 років                                | Для людей, зайнятих помірно фізичною працею менше 30 хв на день | 1800 ккал.                                 | Для людей, зайнятих фізичною працею по 30―60 хв щодня | 2000―2200 ккал                             |
| Жінки                                      | понад 50 років                             | Для людей, зайнятих помірно фізичною працею менше 30 хв на день | 1600 ккал.                                 | Для людей, зайнятих фізичною працею по 30―60 хв щодня | 1800―2200 ккал                             |
| Чоловіки                                   | 19―30 років                                | Для людей, зайнятих помірно фізичною працею менше 30 хв на день | 2400 ккал.                                 | Для людей, зайнятих фізичною працею по 30―60 хв щодня | 2600―3000 ккал                             |
| Чоловіки                                   | 31―50 років                                | Для людей, зайнятих помірно фізичною працею менше 30 хв на день | 2200 ккал.                                 | Для людей, зайнятих фізичною працею по 30―60 хв щодня | 2400―3000 ккал                             |
| Чоловіки                                   | понад 50 років                             | Для людей, зайнятих помірно фізичною працею менше 30 хв на день | 2000 ккал.                                 | Для людей, зайнятих фізичною працею по 30―60 хв щодня | 2200―2800 ккал                             |

| Розподіл калорій за видами продукції | Розподіл калорій за видами продукції | Розподіл калорій за видами продукції | Розподіл калорій за видами продукції | Розподіл калорій за видами продукції | Розподіл калорій за видами продукції | Розподіл калорій за видами продукції | Розподіл калорій за видами продукції | Розподіл калорій за видами продукції |
| Продукти                             | Калорійність                         | Калорійність                         | Калорійність                         | Калорійність                         | Калорійність                         | Калорійність                         | Калорійність                         | Калорійність                         |
| ------------------------------------ | ------------------------------------ | ------------------------------------ | ------------------------------------ | ------------------------------------ | ------------------------------------ | ------------------------------------ | ------------------------------------ | ------------------------------------ |
| Продукти                             | 1600                                 | 1800                                 | 2000                                 | 2200                                 | 2400                                 | 2600                                 | 2800                                 | 3000                                 |
| Зернові, г                           | 150                                  | 180                                  | 180                                  | 210                                  | 240                                  | 270                                  | 300                                  | 300                                  |
| Овочі, скл.                          | 2                                    | 2,5                                  | 2,5                                  | 3                                    | 3                                    | 3,5                                  | 3,5                                  | 4                                    |
| Фрукти, скл.                         | 1,5                                  | 1,5                                  | 2                                    | 2                                    | 2                                    | 2                                    | 2,5                                  | 2,5                                  |
| Молоко, скл.                         | 3                                    | 3                                    | 3                                    | 3                                    | 3                                    | 3                                    | 3                                    | 3                                    |
| М'ясо, бобові, г                     | 150                                  | 150                                  | 175                                  | 180                                  | 195                                  | 195                                  | 210                                  | 210                                  |
| Олія, ч.л.                           | 5                                    | 5                                    | 6                                    | 6                                    | 7                                    | 8                                    | 8                                    | 10                                   |
| Вільні калорії                       | 132                                  | 195                                  | 267                                  | 290                                  | 290                                  | 410                                  | 426                                  | 512                                  |

### Харчування у спецзакладах
Норма № 3, яка регламентує харчування для заарештованих осіб, які утримуються в слідчих ізоляторах та ізоляторах тимчасового утримання, передбачає, що людині на добу годиться: до 80 г м'яса і 130 г риби, півкіло картоплі, півкіло хліба, від 20 до 45 г каші, 20 г макаронних виробів, 250 г овочів (з них 150 г капусти), 3 г томатної пасти. Для порівняння: у Швейцарії при підготовці меню для заарештованих враховують побажання вегетаріанців, а також обмеження вживання м'яса залежно від віросповідання.

## Проблеми харчування у світі
Докорінні зміни в структурі харчування людини не дозволяють сьогодні навіть теоретично забезпечити традиційними шляхами організм усіма необхідними речовинами. Це призвело до негативних наслідків у здоров'ї населення економічно розвинутих країн:
- поширення серед дорослих різних форм ожиріння (надлишкова маса тіла й ожиріння виявляється в 55% людей старших за 30 років) і, як наслідок, зростання захворювань, в основі яких порушення вуглеводного і ліпідного обмінів, — атеросклероз, ішемічна хвороба серця, гіпертонічна хвороба, цукровий діабет;
- порушення імунного статусу, зокрема з різними видами імунодефіцитів, зі зниженою резистентністю до інфекцій й інших несприятливих факторів навколишнього середовища;
- збільшення захворювань, пов'язаних з аліментарними дефіцитами мінералів і мікроелементів: залізодефіцитна анемія у дорослих і дітей, захворювання щитоподібної залози, які пов'язані з дефіцитом йоду, захворювання опорно-рухового апарата — з дефіцитом кальцію і магнію та ін.

### Структура харчування населення України
Структура харчування населення України має такі характерні риси:
- дефіцит тваринних білків, особливо у населення з низькими доходами;
- дефіцит ПНЖК родини омега-3 при надлишковому надходженні тваринних жирів;
- дефіцит більшості вітамінів та мінеральних речовин (Са, Fe, J, F, Se, Zn);
- дефіцит харчових волокон.

### Споживання продуктів харчування в окремих країнах
| Країни          | М'ясо і м'ясопродукти в розрахунку на м'ясо (без сала і субпродуктів) | Молоко і молочні продукти (включаючи масло; в перерахунку на молоко) | Масло | Яйця, штук | Риба і рибопродукти | Цукор | Олія | Картопля | Овочі і баштанні (в перерахунку на свіжі) | Фрукти і ягоди (в перерахунку на свіжі без переробки на вино) | Хлібні продукти (хліб і макаронні вироби в перерахунку на борошно), борошно, крупи, бобові |
| Австралія       | 98                                                                    | 240                                                                  | 5.9   | 200        | 18.2                | 46    | 17.2 | 61       | 78                                        | 105                                                           | 82                                                                                         |
| Австрія         | 89                                                                    | 330                                                                  | 3.2   | 255        | 10.8                | 36    | 15.8 | 61       | 75                                        | 135                                                           | 72                                                                                         |
| Болгарія        | 72                                                                    | 267                                                                  | 5.4   | 268        | 7.4                 | 35    | 16.4 | 32       | 120                                       | 80                                                            | 150                                                                                        |
| Велика Британія | 72                                                                    | 327                                                                  | 3.1   | 218        | 7.7                 | 32    | 19   | 112      | 87                                        | 94                                                            | 87                                                                                         |
| Данія           | 96                                                                    | 360                                                                  | 5.1   | 238        | 12.3                | 37    | 28.5 | 69       | 72                                        | 70                                                            | 72                                                                                         |
| Італія          | 82                                                                    | 281                                                                  | 6.9   | 214        | 29.8                | 24    | 25.5 | 40       | 163                                       | 135                                                           | 127                                                                                        |
| Канада          | 96                                                                    | 301                                                                  | 2.4   | 210        | 12.5                | 42    | 18.7 | 68       | 89                                        | 116                                                           | 75                                                                                         |
| Куба            | 39                                                                    | 173                                                                  | 4     | 230        | 9.7                 | 50    | 7.3  | 66       | 59                                        | 56                                                            | 108                                                                                        |
| Монголія        | 86                                                                    | 182                                                                  | 1.2   | 27         | 16.2                | 24    | 1.4  | 27       | 22                                        | 12                                                            | 105                                                                                        |
| Нідерланди      | 85                                                                    | 281                                                                  | 3     | 190        | 1.3                 | 37    | 29.8 | 87       | 97                                        | 164                                                           | 58                                                                                         |
| Польща          | 64                                                                    | 407                                                                  | 3.8   | 194        | 10.8                | 47    | 8.1  | 141      | 116                                       | 31                                                            | 118                                                                                        |
| США             | 113                                                                   | 263                                                                  | 2     | 229        | 6.1                 | 28    | 22.9 | 60       | 124                                       | 97                                                            | 103                                                                                        |
| Угорщина        | 66                                                                    | 242                                                                  | 2.3   | 350        | 12                  | 39    | 10   | 53       | 84                                        | 71                                                            | 109                                                                                        |
| Україна         | 60                                                                    | 367                                                                  | 5.9   | 280        | 18.2                | 46.7  | 11.9 | 127      | 107                                       | 46                                                            | 138                                                                                        |
| Фінляндія       | 62                                                                    | 460                                                                  | 8.3   | 216        | 2.2                 | 37    | 5.9  | 86       | 45                                        | 78                                                            | 75                                                                                         |
| Франція         | 92                                                                    | 410                                                                  | 9.1   | 271        | 21.5                | 36    | 19.1 | 79       | 119                                       | 87                                                            | 83                                                                                         |
| Німеччина*      | 93                                                                    | 359                                                                  | 7.4   | 253        | 13.2                | 33    | 14.6 | 75       | 83                                        | 145                                                           | 77                                                                                         |
| Чехія*          | 87                                                                    | 449                                                                  | 8.5   | 336        | 5.5                 | 29    | 14.5 | 79       | 78                                        | 62                                                            | 112                                                                                        |
| Японія          | 37                                                                    | 76                                                                   | 0.7   | 295        | 56.3                | 22    | 11.7 | 107      | 127                                       | 54                                                            | 120                                                                                        |

Споживання продуктів харчування в Україні (на душу населення в рік), кг *
| Продукти харчування       | 1985 р. | 1990 р. | 1995 р. | 1996 р. | 1997 р. | 1998 р. | 1999 р. | 2000 р. | 2007 |
| М'ясо і м'ясопродукти     | 66      | 68      | 39      | 33      | 35      | 33      | 33      | 33      | 61   |
| Молоко і молочні продукти | 350     | 373     | 244     | 230     | 210     | 213     | 210     | 198     | 265  |
| Яйця, штук                | 276     | 272     | 171     | 161     | 151     | 154     | 163     | 164     | 240  |
| Риба і рибопродукти       | 18,5    | 17,5    | 3,6     | 4,3     | 5,0     | 5,9     | 7,2     | 8,3     | 18   |
| Цукор                     | 46,5    | 50      | 32      | 33      | 31      | 32      | 33      | 37      | 38   |
| Олія                      | 10,6    | 11,6    | 8,2     | 8,6     | 8,4     | 8,2     | 8,9     | 9,3     | 20   |
| Картопля                  | 139     | 131     | 124     | 128     | 134     | 129     | 122     | 135     | 99   |
| Овочі і баштанні          | 124     | 102     | 97      | 92      | 91      | 94      | 96      | 101     | 104  |
| Плоди, ягоди і виноград   | 50      | 47      | 33      | 35      | 40      | 28      | 22      | 29      | 43   |
| Хлібні продукти           | 138     | 141     | 128     | 124     | 127     | 126     | 122     | 124     | 115  |

* Див.: Статистичний щорічник України за 2000 рік. — К.: Техніка, 2001. — С. 422.
Примітка. Німеччина — федеративна — до об'єднання; Чехо-Словаччина — федеративна, до розпаду.
Див. ще: Список країн за відсотком гладкого населення; по роках 2000–2008 — Рівень фактичного середньодушового обсягу споживання продовольства відносно фізіологічних норм в Україні за 2000-2008 рр, с. 260 [Архівовано 28 вересня 2015 у Wayback Machine.]

### Книги
- Рекомендації щодо харчування дорослих (2017) (Міністерство Охорони Здоров'я України)[18].
- Азбука харчування. Лікувальне харчування: Довідник / За ред. Г. І. Столмакової, І. О. Мартинюка. — Львів: Світ, 1991. — 280 с.
- Все про все на світі. — Київ: Махаон, 2003. — 251 с. — ISBN 966-605-432-9
- Зубар Н.М, Основи фізіології та гігієни харчування: Підручник. — Рекомендації щодо харчування дорослих (Міністерство Охорони Здоров'я України)[18].:Київ. нац. торг.-екон. ун-т, 2006. — 341 с.
- Основи фізіології та гігієни харчування: / підручник Н. В. Дуденко [та ін.] – Суми: Університетська книга, 2009. – 555 с.
- Гігієна харчування з основами нутріціології / За ред. проф.В.І. Ципріяна/. 1 том., Київ: Медицина, 2007.- 528 с.
- Гігієна харчування з основами нутріціології/ За ред. проф.В.І. Ципріяна/. 2 том., Київ: Медицина, 2007.- 560 с.

### Журнали
- Journal of Nutrition
- Nutrition
- Nature: Food
- Nature: Science of Food